# ノヴォソコリニキ
座標: 北緯56度20分 東経30度09分 / 北緯56.333度 東経30.150度

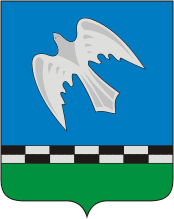
ノヴォソコリニキの紋章

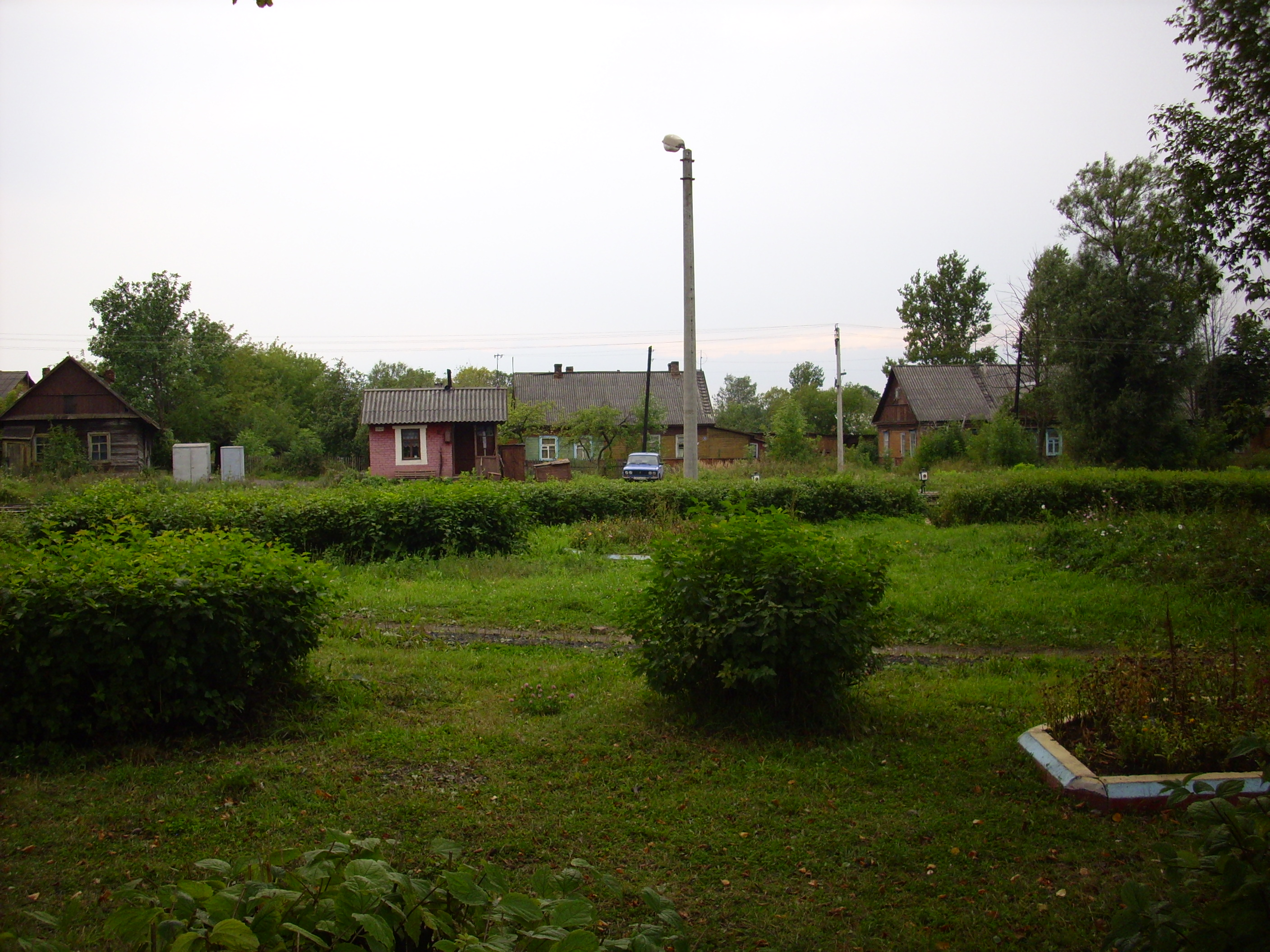

ノヴォソコリニキ（ロシア語: Новосоко́льники, Novosokolniki）は、ロシアのプスコフ州南部にある町。人口は6,895人（2021年）。州都プスコフから南東へ287kmで、ロヴァチ川支流のマールィ・ウドライ川沿いにある。
モスクワ-ヴェリーキエ・ルーキ-プストシカ-セーベジ-レーゼクネ-リガ-ヴェンツピルスを結ぶ鉄道（1901年開通）、および、サンクトペテルブルク-ドノー-ネヴェリを結ぶ鉄道（1904年開通、その先はヴィチェプスクを経てキエフへつながる）が交わっている。モスクワ-リガを結ぶロシア連邦道路M9も通る。

## 歴史
10km離れた場所には、かつてヴィテプスク県に属したソコリニキという村があった。ソコリニキとはハヤブサの町という意味で、ヴェリーキエ・ルーキからの街道が通っていた。モスクワ-リガ鉄道建設に伴い1901年に駅周辺に集落ができ、「新しいソコリニキ」という意味のノヴォソコリニキという名になった。1925年に市の地位が与えられた。
第二次世界大戦では1941年7月25日から1944年1月29日までドイツ国防軍の占領下にあり、赤軍の第2バルト戦線により奪回された。

## 文化と経済
近隣のノヴォエの村には19世紀創建のキエフ・ペチェールシクの生神女聖堂（церковь Киево-Печёрской Богоматери）が建つ。オストリには12世紀から13世紀の城跡もある。
近くには1995年に高さ360mの電波塔が建てられ、FMラジオやテレビの電波を送信している。
産業は鉄道関係が中心だが、繊維・食品などの産業もある。